# برايان كوبيرن
برايان كوبيرن هو سياسي كندي، ولد في 1945 في Cumberland, Ontario ‏ في كندا. نشط حزبياً في حزب أونتاريو المحافظ التقدمي. وقد انتخب عضو برلمان مقاطعة أونتاريو ‏.